# Robert Campbell Highway
Der Robert Campbell Highway (Yukon Highway 4) ist eine 582 km lange, größtenteils als Schotterstraße verlaufende Fernstraße im Yukon in Kanada. 
Sie führt von Watson Lake am Alaska Highway im Südosten des Yukon Richtung Nordwesten nach Carmacks am Klondike Highway. Sie bietet eine alternative Verbindung von British Columbia nach Dawson zur Strecke über Whitehorse.
Die Straße wurde 1968 erbaut, wobei sie sich in ihrem Verlauf an der früheren Pelzhandelsroute Robert Campbells orientiert, eines Pelzhändlers und Trappers, der um 1840 für die Hudson’s Bay Company tätig war. Einzige Orte an der Straße sind Ross River und Faro, die Tankmöglichkeiten und Infrastruktur bieten.
Während des Streckenverlaufes zweigen zwei Straßen vom Campbell Highway ab: Die Nahanni Range Road führt zu einer Wolframmine in Tungsten in den Nordwest-Territorien. Die Canol Road ist eine ehemalige Ölversorgungsstraße. Sie wurde 1942–1943 erbaut und führt von Johnsons Crossing unweit von Whitehorse nach Macmillan Pass an der Grenze zu den Nordwest-Territorien. Sie schneidet den Campbell Highway bei Ross River.
Der Campbell Highway hat unter Naturfreunden einen sehr guten Ruf, da er noch relativ unbekannt und wenig frequentiert ist und einen sehenswürdigen Streckenverlauf durch die Mitte des Yukon bietet. Auf der Strecke zwischen Watson Lake und Ross River liegen die beiden Seen Frances Lake und Finlayson Lake.